# Mjerna prigušnica
Mjerna prigušnica (eng. orifice plate) je mjerni instrument kojim se mjeri protok fluida, volumni protok ili maseni protok. Mjerna prigušnica se najčešće sastoji od kružne ploče ubačene između prirubnica dvije cijevi. Kružna ploča ima otvor manjeg promjera nego su to promjeri cijevi, te na taj način sužava površinu protoka fluida. Sužavanje presjeka izaziva razlike u tlaku prije i iza prigušnice, tj. izaziva pad tlaka iza prigušnice, a pad tlaka može iznositi i do 50%. Na prigušnicama osim glavnog manjeg promjera postoji i još manji pomoćni otvor koji služi za prolaz zaostalog zraka ili plinova, odnosno ukapljene tekućine. Prigušnice se moraju vrlo pažljivo izrađivati da se izbjegnu dodatni nepotrebni gubici u cjevovodima.

## Protjecanje idealne tekućine
Za protjecanje takozvane idealne tekućine su promjene tlaka i brzine određene Bernoullijevom jednadžbom. Idealna tekućina je zamišljena tekućina zanemarive viskoznosti (nema trenja), tako da se njenim protjecanjem ne troši energija. Sve stvarne tekućine imaju viskozitet veći od 0, tako da se Bernoullijeva jednadžba koristi samo kao približenje (aproksimacija) za stvarne tekućine. Pretpostavimo li protjecanje kroz horizontalnu cijev (nema razlike u visini) Bernoullijeva jednadžba se pojednostavljuje:
{\displaystyle P_{1}+{\frac {1}{2}}\cdot \rho \cdot V_{1}^{2}=P_{2}+{\frac {1}{2}}\cdot \rho \cdot V_{2}^{2}}
ili:
{\displaystyle P_{1}-P_{2}={\frac {1}{2}}\cdot \rho \cdot V_{2}^{2}-{\frac {1}{2}}\cdot \rho \cdot V_{1}^{2}}
Osim zakona o očuvanju energije potrebno je upotrijebiti i zakon očuvanja mase. Ako se radi o protjecanju kapljevine onda se zakon očuvanja mase može napisati u obliku očuvanja obujma (volumnog protoka):
{\displaystyle Q=A_{1}\cdot V_{1}=A_{2}\cdot V_{2}}   ili   {\displaystyle V_{1}=Q/A_{1}} i {\displaystyle V_{2}=Q/A_{2}} :
{\displaystyle P_{1}-P_{2}={\frac {1}{2}}\cdot \rho \cdot {\bigg (}{\frac {Q}{A_{2}}}{\bigg )}^{2}-{\frac {1}{2}}\cdot \rho \cdot {\bigg (}{\frac {Q}{A_{1}}}{\bigg )}^{2}}
Zakoni očuvana energije (Bernoullijeva jednadžba) i mase (obujma) omogućuju određivanje protoka tekućine u cijevi ako se izmjere tlakovi na mjernim mjestima prije i poslije mjerne prigušnice. Možemo riješiti za  {\displaystyle Q_{}}:
{\displaystyle Q=A_{2}\;{\sqrt {\frac {2\;(P_{1}-P_{2})/\rho }{1-(A_{2}/A_{1})^{2}}}}}
i:
{\displaystyle Q=A_{2}\;{\sqrt {\frac {1}{1-(d_{2}/d_{1})^{4}}}}\;{\sqrt {2\;(P_{1}-P_{2})/\rho }}}
Gornji izraz za {\displaystyle Q} daje teoretsku vrijednost protoka. Uvodeći koeficijent suženja mlaza {\displaystyle \beta =d_{2}/d_{1}}, kao i koeficijent pražnjenja {\displaystyle C_{d}}:
{\displaystyle Q=C_{d}\;A_{2}\;{\sqrt {\frac {1}{1-\beta ^{4}}}}\;{\sqrt {2\;(P_{1}-P_{2})/\rho }}}
Ako na kraju uvedemo koeficijent {\displaystyle C} za koji vrijedi {\displaystyle C={\frac {C_{d}}{\sqrt {1-\beta ^{4}}}}}, dobijemo vrijednost za volumni protok:
{\displaystyle Q=C\;A_{2}\;{\sqrt {2\;(P_{1}-P_{2})/\rho }}}
Ako pomnožimo volumni protok s gustoćom fluida, dobije se maseni protok u bilo kojem presjeku cijevi:
{\displaystyle {\dot {m}}=\rho \;Q=C\;A_{2}\;{\sqrt {2\;\rho \;(P_{1}-P_{2})}}}
| gdje je:                   |                                                                    |
| {\displaystyle Q_{}}       | = volumni protok (u bilo kojem presjeku), m3/s                     |
| {\displaystyle {\dot {m}}} | = maseni protok (u bilo kojem presjeku), kg/s                      |
| {\displaystyle C_{d}}      | = koeficijent pražnjenja, bezdimenzionalna veličina                |
| {\displaystyle C}          | = koeficijent protoka mjerne prigušnice, bezdimenzionalna veličina |
| {\displaystyle A_{1}}      | = poprečni presjek cijevi, m2                                      |
| {\displaystyle A_{2}}      | = poprečni presjek mjerne prigušnice, m2                           |
| {\displaystyle d_{1}}      | = promjer cijevi, m                                                |
| {\displaystyle d_{2}}      | = promjer mjerne prigušnice, m                                     |
| {\displaystyle \beta }     | = koeficijent suženja mlaza, bezdimenzionalna veličina             |
| {\displaystyle V_{1}}      | = uzvodna brzina fluida, m/s                                       |
| {\displaystyle V_{2}}      | = brzina fluida kroz mjernu prigušnicu, m/s                        |
| {\displaystyle P_{1}}      | = uzvodni tlak fluida, Pa                                          |
| {\displaystyle P_{2}}      | = nizvodni tlak fluida, Pa                                         |
| {\displaystyle \rho }      | = gustoća fluida, kg/m3                                            |

Mjerna prigušnica radi dobro samo ako uzvodno ima dovoljno ravne cijevi, duljine od 20 do 40 promjera cijevi, ovisno o Reynoldsovom broju). Pošto mjerne prigušnice izazivaju veliki pad tlaka (do 50%), u slučajevima kada to nije prihvatljivo koriste se Dallove i Venturijeve cijevi. Kod ovih mjernih uređaja pad tlaka iznosi od 5 do 10 %, ali je i razlika tlakova smanjena. Najveća je prednost mjerne prigušnice što je puno jeftinija od ostalih mjernih instrumenata za mjerenje protoka.

### Protjecanje plinova
Kada se radi o protjecanju plinova potrebno je uvesti još jedan čimbenik (parametar) Y kojim se obuhvaća i širenje (ekspanziju) plina. Plin na mjestu najvećeg suženja mlaza se širi jer je na tom mjestu tlak najmanji i zbog širenja je volumni protok veći nego li za nestišljivu kapljevinu. Najčešće se pretpostavi da je širenje plina adijabatski proces.
{\displaystyle {\dot {m}}=\rho _{1}\;Q=C\;Y\;A_{2}\;{\sqrt {2\;\rho _{1}\;(P_{1}-P_{2})}}}